# Lampa Wunderlicha
Lampa Wunderlicha (Wunderlich) – rodzaj lampy elektronowej przeznaczonej do pracy jako detektor w odbiornikach radiowych z modulacją amplitudy. Była krótko stosowana w USA w latach 30. XX wieku.

## Budowa i działanie
Lampa Wunderlicha została skonstruowana przez Normana E. Wunderlicha. Krótko po opatentowaniu sprzedał on patent firmie Arcturus Tube Co., która rozpoczęła produkcję kilku typów lamp opartych na jego konstrukcji. Lampy te nosiły oznaczenie typu Wunderlich od nazwiska konstruktora.

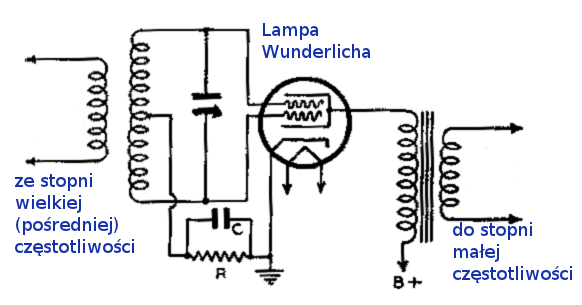
Schemat detektora amplitudy oparty na lampie Wunderlicha

Wunderlich jest detektorem siatkowym, triodą z siatką podzieloną na dwie dokładnie równe części. Obie części były zasilane zmodulowanym napięciem wielkiej częstotliwości odwróconym w fazie. Składowa wielkiej częstotliwości się znosiła, ale dodatnie połówki sinusoidy powodowały przepływ prądu siatki, co umożliwiało detekcję składowej małej częstotliwości. Powstałe przy demodulacji napięcie mogło też zostać wykorzystane do automatycznej regulacji wzmocnienia.
Lampa Wunderlicha znalazła zastosowanie w kilkunastu amerykańskich odbiornikach radiowych, stacjonarnych i samochodowych. Nie zdobyła szerszej popularności, a w Europie jest mało znana.

## Typy
Lampy Wunderlicha produkowały wyłącznie firmy amerykańskie:
- Arcturus: Wunderlich A (żarzenie 2,5V, w dwóch wersjach), Wunderlich B (z dodatkową diodą), Wunderlich Auto (samochodowa, żarzenie 6,3 V);
- Ken Rad: typy 90, 92, KR20, KR22;
- Sylvania: 69 (samochodowa), 29;
- Sparton: 70 (samochodowa).